# سید المختار
سید المختار (به فرانسوی: Sid L'Mokhtar) یک منطقهٔ مسکونی در مراکش است که در استان شیشاوه واقع شده‌است. سید المختار ۱۹٬۱۸۸ نفر جمعیت دارد.